# Henry Conyngham, 1. markýz Conyngham
Henry Conyngham, 1. markýz Conyngham (Henry Conyngham, 1st Marquess of Conyngham, 1st Earl of Conyngham, 1st Earl of Mount Charles, 1st Viscount Slane, 3rd Baron Conyngham, 1st Baron Minster) (26. prosince 1766, Londýn, Anglie – 28. prosince 1832, Londýn, Anglie) byl irský šlechtic, britský politik, generál a dvořan. Díky své manželce Elizabeth, která byla milenkou Jiřího IV., dosáhl vysokých hodností v armádě a nakonec byl nejvyšším hofmistrem Spojeného království. V roce 1816 získal titul markýze.

## Kariéra

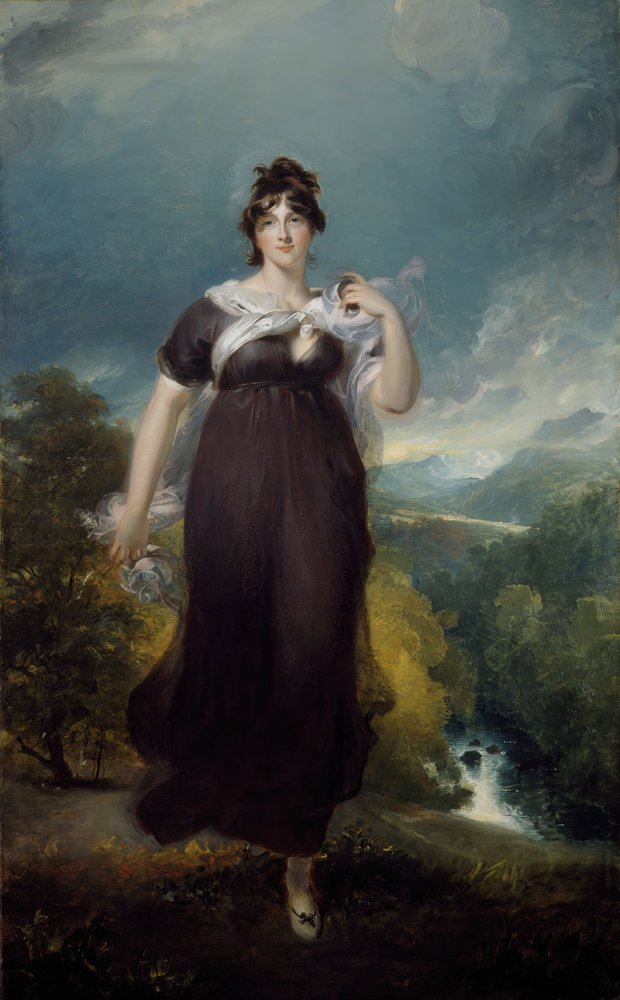
Elizabeth Denison, manželka 1. markýze Conynghama a milenka Jiřího IV.

Byl synem irského poslance Francise Burtona (1729–1787), který v roce 1781 přijal jméno spřízněného rodu Conyngham, po této rodině zároveň zdědil irský titul barona. Matka Elizabeth Clements (1731–1814) pocházela z rodu hrabat z Leitrimu. Henry od mládí sloužil v armádě, v roce 1787 po otci zdědil titul barona s irským peerstvím, v roce 1797 byl povýšen na hraběte z Conynghamu. Po sloučení Británie a Irska byl jedním z reprezentantů irských peerů v britské Sněmovně lordů (1801–1821), zároveň v roce 1801 získal Řád sv. Patrika. Souběžně zastával správní funkce v irských hrabstvích (guvernér v Donegalu 1803–1832, nejvyšší sudí v Clare 1808–1832), postupoval také ve vojenských hodnostech, i když v armádě aktivně nesloužil (generálmajor 1808, generálporučík 1812). V roce 1816 získal titul markýze, ale až s britským titulem barona Minstera (1821) se stal regulérním členem Sněmovny lordů. Od roku 1821 byl členem Tajné rady a v letech 1821–1830 byl lordem nejvyšším hofmistrem Spojeného království. Nakonec byl guvernérem Windsoru (1829–1832) a v roce 1830 dosáhl hodnosti generála.

## Rodina

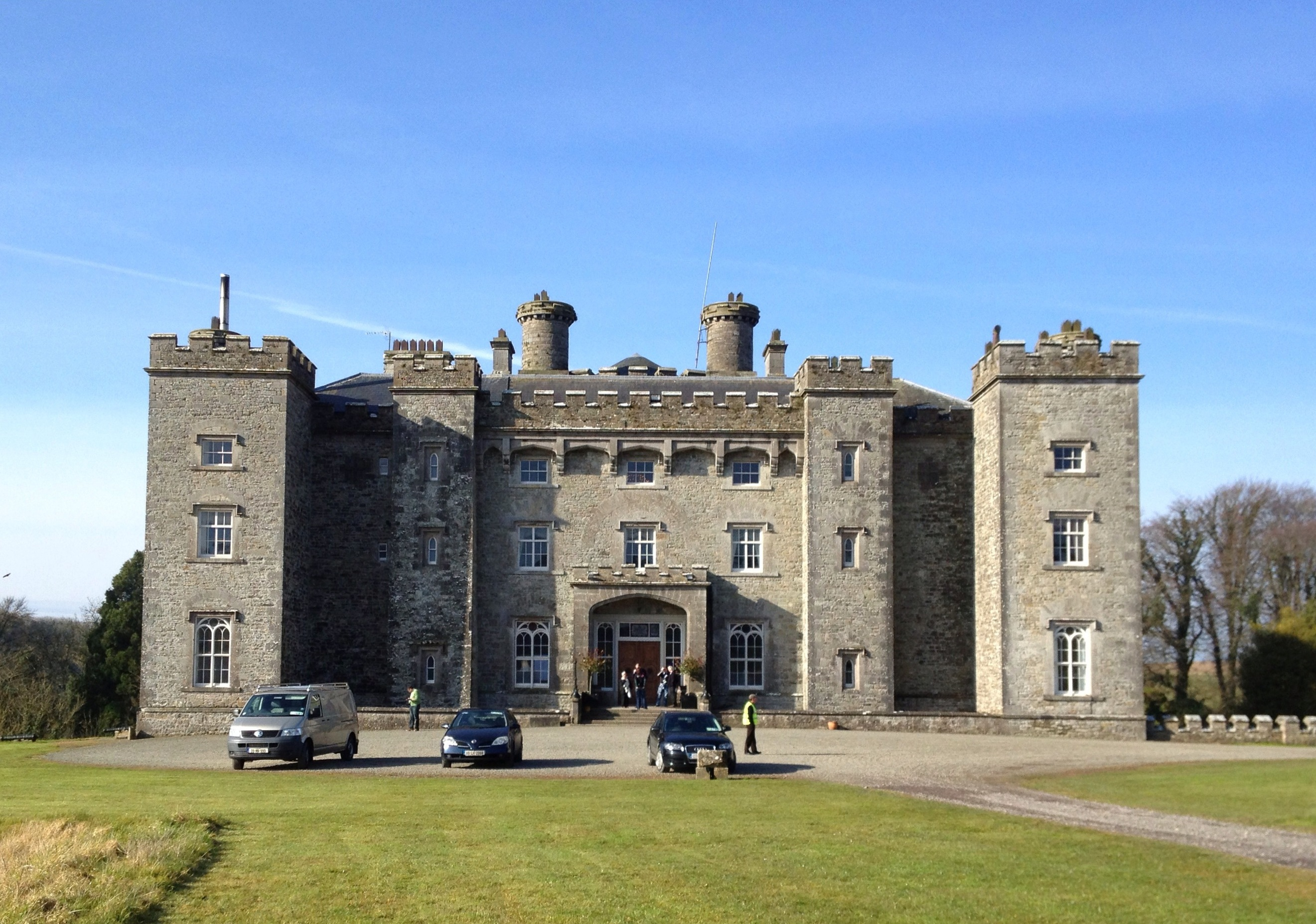
Zámek Slane Castle (hrabství Meath, Irsko), hlavní rodové sídlo

Jeho manželkou byla Elizabeth Denison (1776–1861) z bohaté bankéřské rodiny, která byla blízkou přítelkyní prince waleského (pozdějšího Jiřího IV.), což také předurčilo vzestup Conynghamů i v následujících generacích. I když rodina Conynghamů neměla v té době velký vliv, prostřednictvím vévody Wellingtona se Elizabeth v roce 1806 seznámila s princem waleským a stala se jeho milenkou. Svůj vliv na krále si udržela až do jeho smrti v roce 1830 a díky ní také Henry Conyngham dosáhl titulu markýze a později hodnosti nejvyššího hofmistra. Henry Conyngham měl s Elizabeth pět dětí narozených ještě před počátkem jejího vztahu s Jiřím IV. Nejstarší syn Henry Joseph Conyngham, hrabě z Mount Charles (1795–1824), byl členem Dolní sněmovny, ale zemřel předčasně, dědicem titulů byl druhorozený syn Francis, který zastával funkce ve vládě a u dvora, v letech 1835–1839 byl nejvyšším komořím. Třetí syn Albert (1805–1860) jako dědic strýce Williama Denisona přijal jméno Denison (1849), byl členem Dolní sněmovny a v roce 1850 získal titul barona Londesborougha. Dcera Henrietta (1799–1839) byla manželkou 10. markýze z Huntley, mladší dcera Mary Harriet (1806–1843) se provdala za irského státního sekretáře 1. barona Meredytha.
První markýz Conyngham měl bratra dvojče, Sira Francise Conynghama (1766–1832), který byl důstojníkem, poslancem irského parlamentu a později zastupujícím guvernérem v Kanadě.